# Grażyna Chrostowska
Grażyna Chrostowska (20 de septiembre de 1921, Lublin-18 de abril de 1942, Ravensbrück) fue una poeta y una activista polaca de la resistencia polaca durante la Segunda Guerra Mundial.
Se graduó en la escuela secundaria en Lublin . Durante su tiempo en la escuela, escribió poemas y mostró interés por el cine y el teatro. También fue miembro del movimiento scout . Después de la ocupación de Polonia por parte de los alemanes, fue miembro de la organización clandestina Komenda Obrońców Polski. El 8 de mayo de 1941 fue arrestada junto a su padre mientras estaba visitando a su hermana Apolonia que ya estaba presa. El 23 de septiembre de 1941 fue trasladada al campo de concentración de Ravensbrück. Fue asesinada por los nazis junto a su hermana, Pola, el 18 de abril de 1942.